# 格洛克24手槍
格洛克24（Glock 24）是一款由奧地利槍械製造商格洛克（Glock）公司所設計及生產的手枪，是格洛克17L的.40 S&W口徑版本，標凖彈匣為15發。

## 設計
格洛克24是比赛型手槍，發射.40 S&W彈藥，裝有改良過的套筒及套筒導軌，對應.40 S&W的槍管，外型與格洛克17L非常相似。扳机扣力很輕（2 公斤）。
不過，當格洛克34和格洛克35正式推出以後，格洛克24就被格洛克35所取代。

## 改進型

### 格洛克24C
格洛克24C和格洛克22的主要分別是22C裝有槍口補償裝置（Compensated），在槍管頂部開兩個橢圓形的孔以利用射擊時排出氣體抑制槍口方向。

## 資料來源
1. ↑  Glock.com的格洛克24技術資料[永久]

## 外部連結
- （英文）—格洛克官方主頁
- （英文）—Military, Security and Civilian Guns and Equipment—Glock 24 （页面存档备份，存于）
- （简体中文）—D Boy Gun World（GLOCK 24） （页面存档备份，存于）